# Observatorium van Tonantzintla
Het Observatorium van Tonantzintla (Spaans: Observatorio de Tonantzintla) is sinds 1942 een astronomisch observatorium gelegen in de gemeente San Andrés Cholula in de Mexicaanse staat Puebla. 
Het observatorium ligt 11 kilometer ten westen van Puebla en 33 kilometer ten oosten van de vulkaan Popocatépetl, waarvan uitbarstingen soms de waarneming verstoren.
Het observatorium bestaat uit twee aangrenzende faciliteiten: het Nationaal Astrofysisch Observatorium van Tonantzintla (Observatorio Astrofísico Nacional de Tonantzintla - OANTON), beheerd door het Nationaal Instituut voor Astrofysica, Optica en Elektronica (INAOE), en het Nationaal Astronomisch Observatorium - Tonantzintla (Observatorio Astronómico Nacional - Tonantzintla of OAN - Tonantzintla), beheerd door de Nationale Autonome Universiteit van Mexico (UNAM).  OANTON bevindt zich op de INAOE-campus, die tal van andere gebouwen omvat. OAN - Tonantzintla ligt direct in het oosten op grotendeels ongebruikt terrein. 